# مسجد أذان
مسجد أذان هو أحد المساجد في مدينة سيزران بروسيا.

## تاريخ
تأسس مسجد «أذان» في عام 2001، وافتتح في 1 ديسمبر 2006 بعد سنوات من البناء. تم تنفيذ بناء المسجد على نفقة المؤمنين، بمساهمات كبيرة من قبل المؤسسات الصناعية في سيزران.
يمكن أن يستوعب مبنى المسجد ما يصل إلى 400 شخص. ارتفاع مئذنة المسجد 27 متر. بالإضافة إلى قاعة الصلاة في المسجد، هناك أيضًا غرفة للصلاة مخصصة للنساء. مؤلف مشروع المسجد هو أنفار شافيف (Анвар Шафеев).
حضر افتتاح المسجد المفتي الأعلى لروسيا طلعت تاج الدين.